# Gran Avenida José Miguel Carrera
Gran Avenida José Miguel Carrera es la principal avenida del sector sur de la ciudad de Santiago, Chile, conocida simplemente como Gran Avenida. Su nombre fue puesto en 1961 en honor al héroe de la independencia.
Recorre la totalidad de las comunas de San Miguel, La Cisterna, y El Bosque, además de una parte de San Bernardo, alcanzando una longitud aproximada de 13 kilómetros. Para las dos primeras comunas es una vía estructural en cuanto a transporte y comercio, especialmente debido a la Línea 2 del Metro de Santiago que abarca hasta el paradero 25. Esta arteria es un sector comercial muy importante que cuenta con más de 1000 tiendas de los más diversos rubros.

## Historia
El trazado actual de la Gran Avenida José Miguel Carrera corresponde a un tramo del antiguo Camino del Inca, que partía del tambo ubicado en la actual plaza de Armas de Santiago y que avanzaba hacia el sur en dirección al cerro Chena donde existió el pucará del mismo nombre. En este lugar se cruzaba el río Maipo para seguir hacia el sur.
Como en otras partes de Chile, los conquistadores españoles continuaron utilizando estas vías y sobre la base de ellas dieron origen a nuevos pueblos y ciudades. Durante el período colonial fue conocida como Camino Real de Tango y junto con el del Puente (actual avenida Santa Rosa) eran las rutas principales que salían desde Santiago hacia el sur, atravesando la zona conocida como Llano del Maipo.

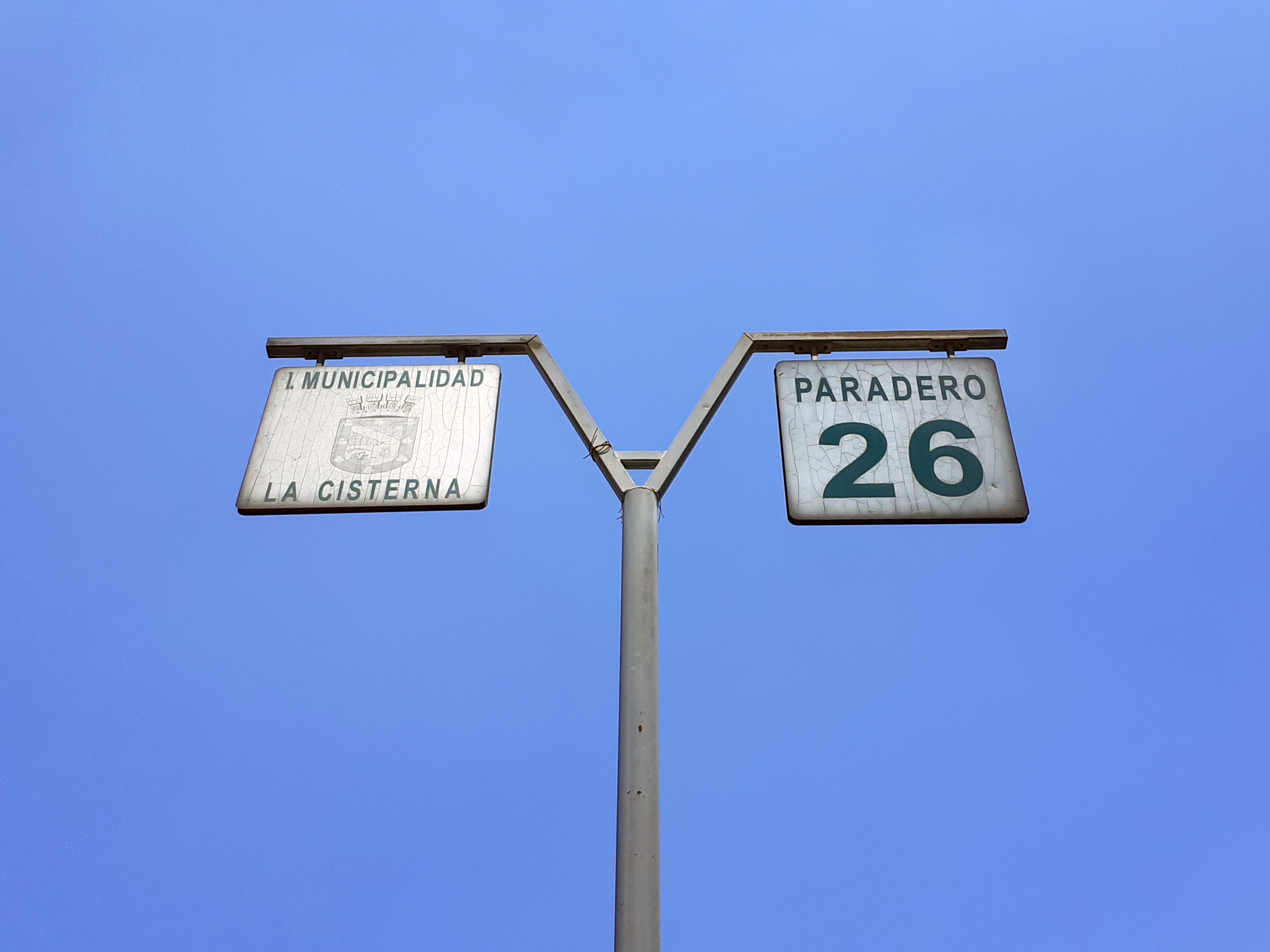
Letrero que señala ubicación del paradero 26 en La Cisterna.

Cuando en la primera década del siglo XX se inauguró el primer tramo del tranvía de Santiago a San Bernardo, la empresa de ferrocarriles colocó a las estaciones los nombres de los correspondientes caseríos del lugar, además del orden numérico, que subsiste hasta hoy —los paraderos— como referencia para la locomoción colectiva además de ser utilizado como punto de referencia para ubicar lugares de interés. Los paraderos se inician en el Zanjón de la Aguada (paradero 1) y terminan en el acceso a San Bernardo (paradero 41). También surgieron en el sector de La Cisterna varias líneas de carros de sangre que conectaban el sector de la Gran Avenida con las poblaciones que comenzaban a aparecer y con la municipalidad de La Granja.
El 25 de octubre de 1928 se inició el cobro de un peaje por la circulación vehicular en el Camino de Santiago a San Bernardo; para ello se instalaron cuatro casetas en Lo Vial y Lo Ovalle. En septiembre de 1929 la administración del peaje pasó del Ministerio de Fomento a la intendencia de Santiago, y fue suprimido en marzo de 1930 tras la promulgación de la Ley de Caminos.
La pavimentación de la avenida se inició en 1927, cuando se asfaltaron 2 vías por sentido, dejando un paseo central de 12 metros de ancho, por donde circulaban los tranvías y se instalaron los postes de electricidad. Cuando las vías del tranvía entre Santiago y San Bernardo fueron levantadas tras su cierre en mayo de 1948, la Dirección de Pavimentación Urbana añadió una vía más por sentido entre los paraderos 1 y 12, quitándole 6 metros al bandejón central, cuyas obras se iniciaron el 5 de julio de 1950; la pavimentación de la antigua faja de los tranvías entre el paradero 26 y la avenida Freire se iniciaron en marzo de 1949. La Ley 11 827 del 5 de mayo de 1955 declaró a la avenida nuevamente como camino, encargando su mantención y obras de mejoramiento a la Dirección de Vialidad, por lo que se realizó un ensanche entre los paraderos 12 y 17 que fue entregado al público el 27 de junio de 1956.
En 1930 se construyó en el sector del cruce con la vía férrea en San Bernardo el paso bajo nivel «La Polvareda», siendo el primero de su tipo construido en la provincia de Santiago. La obra contemplaba una franja central más profunda por donde circulaban los tranvías.
En agosto de 1950 el Club de Leones de San Miguel donó a la Municipalidad letreros identificatorios de cada paradero de la Gran Avenida, los cuales fueron instalados en los postes correspondientes a partir del 23 de septiembre.
Mediante la Ley 14 652 del 28 de septiembre de 1961, la Gran Avenida fue rebautizada con su nombre actual de «Gran Avenida José Miguel Carrera»; un año antes, el 13 de febrero de 1960, la Municipalidad de San Miguel instaló una placa con dicha denominación en el paradero 3 de la avenida. En los años posteriores —cuando se construye el nuevo acceso sur a Santiago por la Ruta 5 Sur, hoy en día ocupada por el ramal oriente de la Autopista Central o avenida Presidente Jorge Alessandri Rodríguez— desempeña ya un papel netamente urbano.

## Características

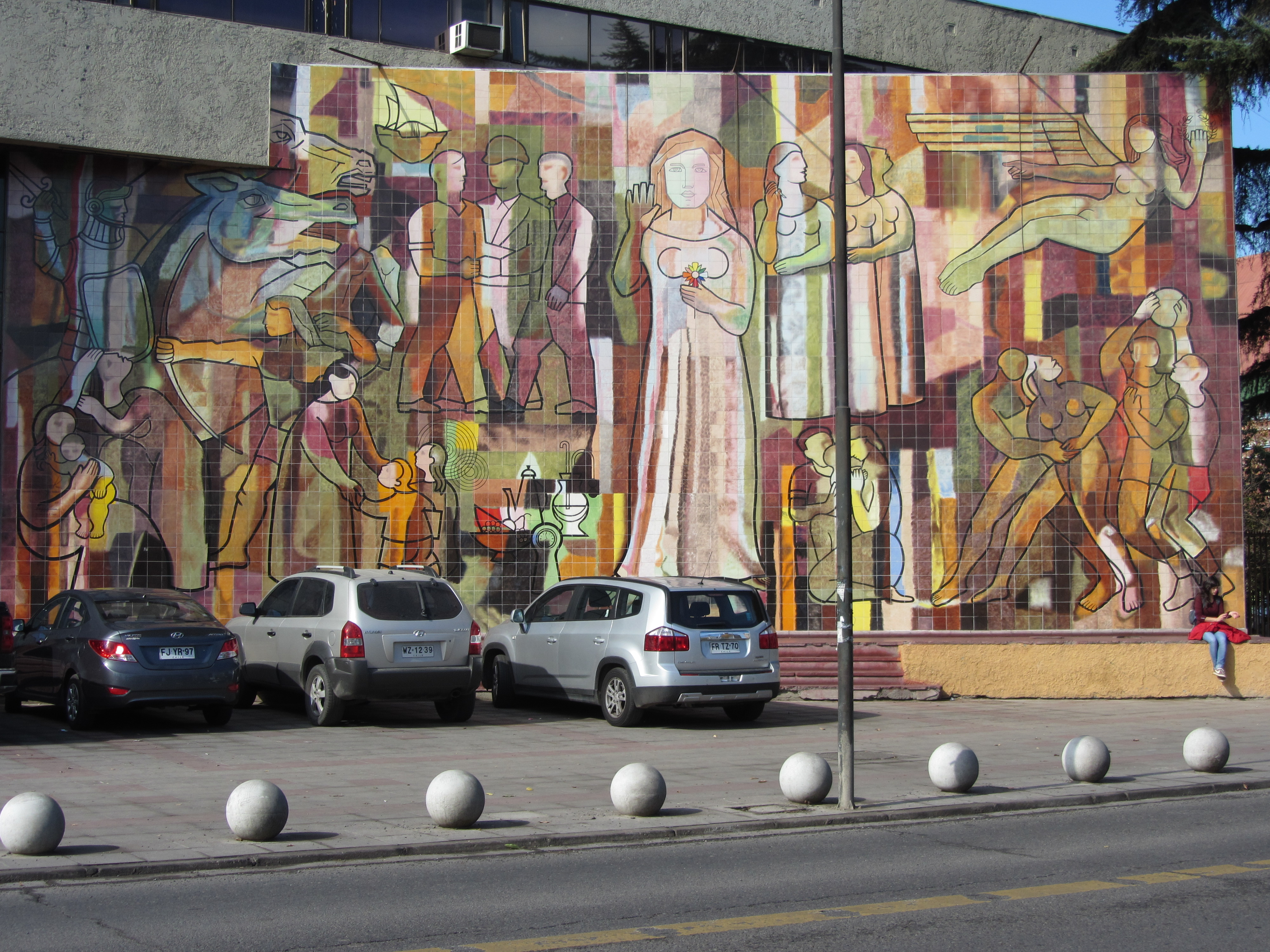
Mural Encuentro, de Fernando Marcos Miranda, en la fachada de la Municipalidad de San Miguel.

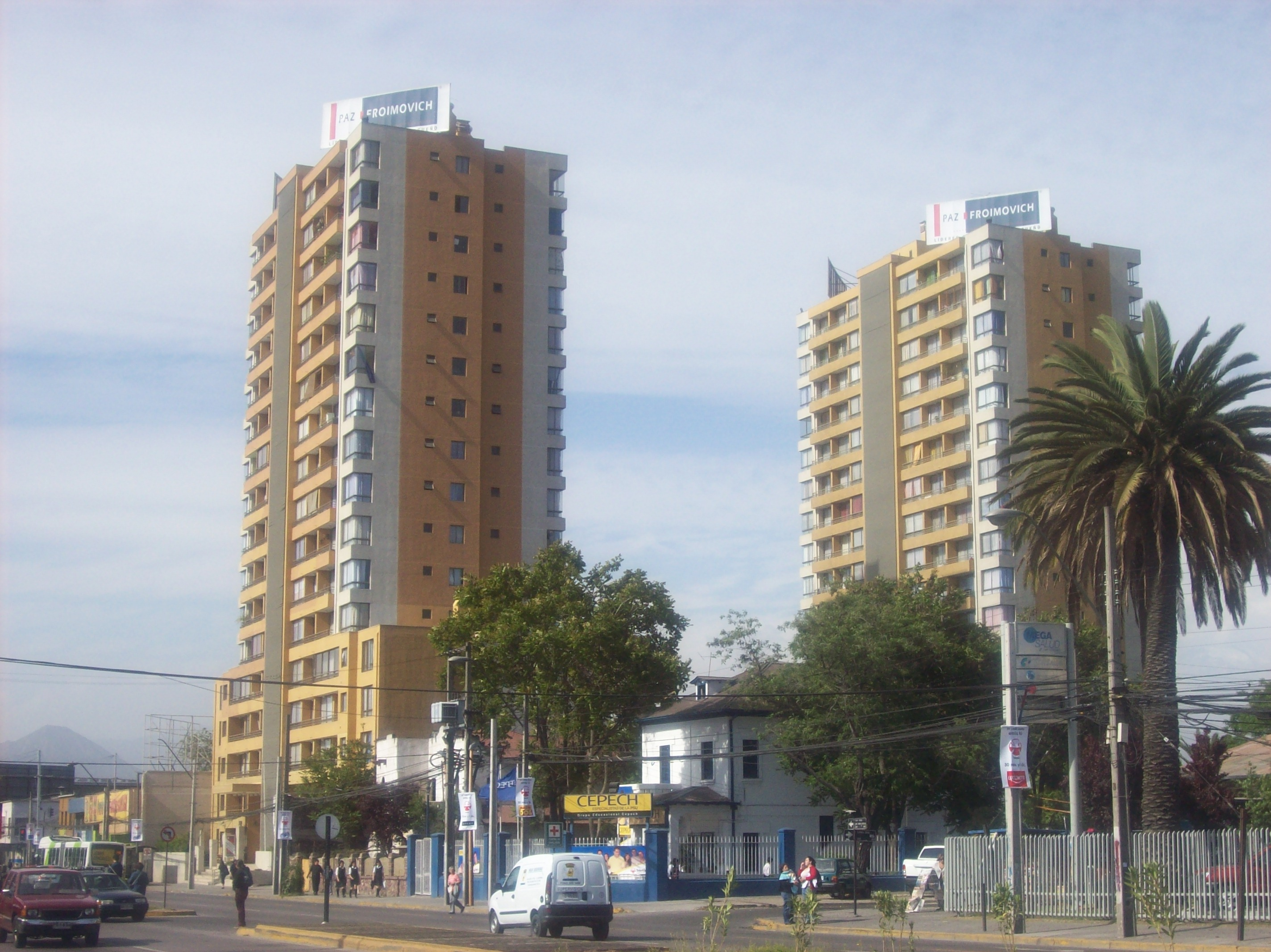
Carmen Mena con Gran Avenida.

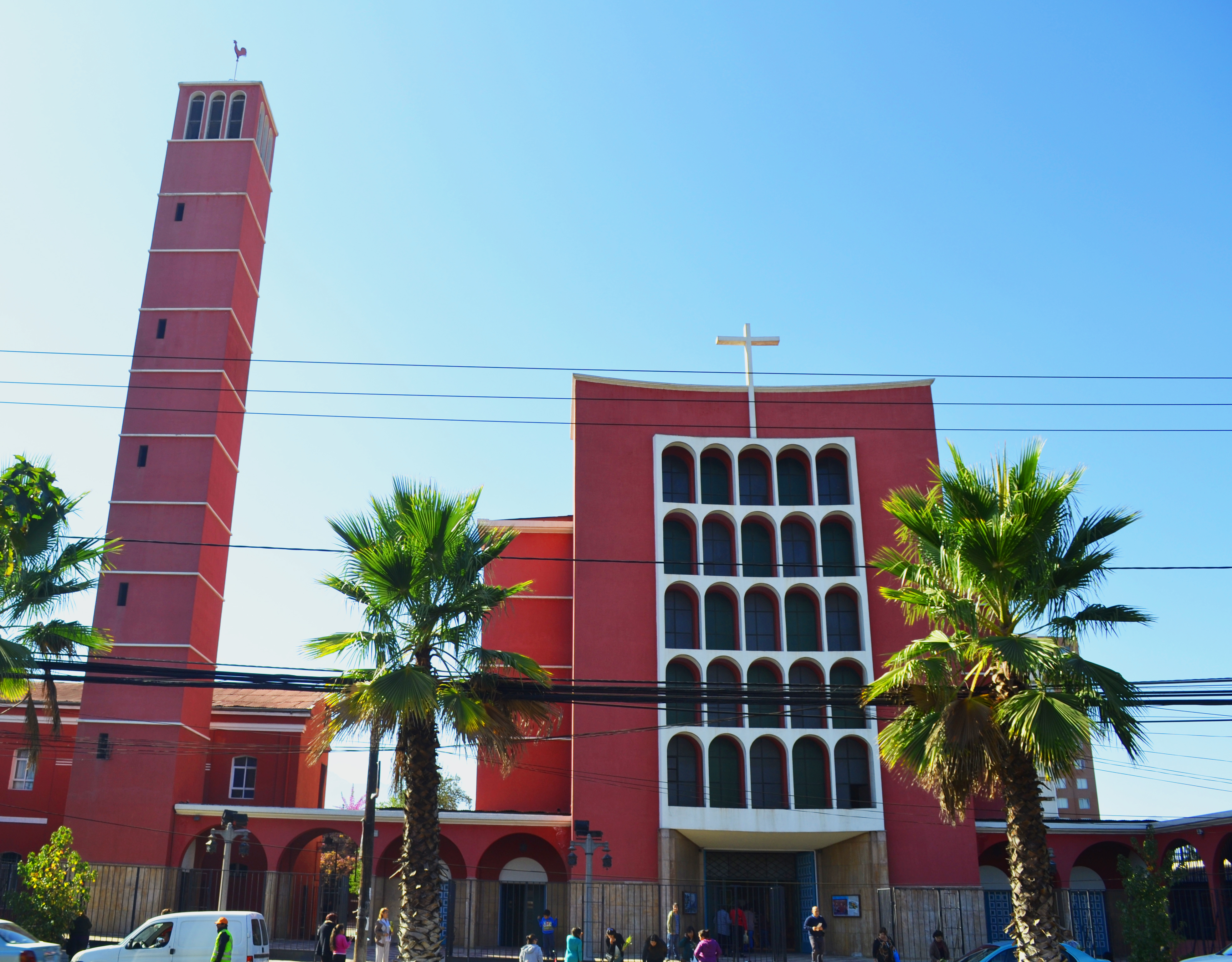
Templo nacional Don Bosco (La Cisterna)

Los paraderos se enlistan de norte a sur.
- Paraderos 1 al 9: área consolidada, que nace como continuación de la calle San Diego en el límite de las comunas de Santiago y San Miguel. Al poniente bordea toda la extensión del parque El Llano que tiene un espacio dedicado al cómic chileno; al oriente se concentran principalmente el comercio y los servicios, entre los que destacan el Hospital Barros Luco-Trudeau (paradero 5), con su fachada de 1910; el edificio de la Municipalidad de San Miguel y el templo de San Miguel Arcángel (ambas edificaciones en el paradero 6).

- Paraderos 10 al 17: zona que a mediados de los noventa ha tenido una etapa de renovación urbana, con un comercio ya consolidado, servicios como cines y bancos con construcciones interesantes como el Banco Estado. Sin embargo, estos procesos no han estado ausentes de pérdidas, como la fachada de lo que fue la Ciudad del Niño Presidente Juan Antonio Ríos. Aquí se ubican barrios como Atacama, Sebastopol, Carmen Mena y Ciudad del Niño.

- Paradero 18: sector de bullente actividad comercial impulsada por la extensión del metro hacia el sur (entre 1978 y 2004); gracias a ella, el comercio pudo afianzarse en la zona adyacente a la estación Lo Ovalle, la exterminal del ferrocarril metropolitano.

- Paradero 19 al 24: zona en desarrollo gracias a la llegada del metro; destacan en ella el templo de la parroquia Don Bosco por sus dimensiones, su campanil y su peculiar color rojo ladrillo; y el edificio de la Municipalidad de La Cisterna.

- Paradero 25: sector que desde los años 1990 ha sufrido constantes cambios debidos al surgimiento de nuevos proyectos urbanos. Aquí es donde se interseca con la avenida Circunvalación Américo Vespucio y que desde el año 2006 pasó a ser parte de la autopista urbana Vespucio Sur. La esquina sur-oriente del cruce ha sido una de las que más ha evolucionado: primero albergó una garita y la central eléctrica que alimentaba a los tranvías de Santiago a San Bernardo, luego estuvo ubicada la terminal de los primeros buses urbanos de la ciudad, posteriormente fue un supermercado Puerto Cristo y desde 2007 forma parte de Transantiago con la Estación Intermodal La Cisterna que se emplaza en toda su extensión. Esto implicó además una transformación hasta el paradero 27 determinada por la salida de los buses locales y troncales en dirección al sur del sistema.

- Paraderos 26 al 31: la arteria está menos consolidada en esta zona, ya que la concentración de población se focaliza hacia el oriente por la avenida Los Morros debido a la proximidad de la Base Aérea El Bosque; sin embargo, está potenciado el comercio con nuevos centros y un mall en la comuna de El Bosque, además de nuevos proyectos inmobiliarios en el sector.

- Paraderos 32 al 37: aquí la Gran Avenida se convierte en un corredor debido a que su borde poniente lo ocupa la citada base aérea; sin embargo, en el sector de su acceso principal presenta una agradable vista. El borde oriente es netamente residencial con una actividad comercial casi nula. Se destaca aquí la altura de los plátanos orientales, árboles que conforman un túnel verde en el sector.

- Paraderos 37 al 41: en este sector renace el comercio con fuerza; el paradero 40 destaca por su mercado persa, locales pequeños que venden toda clase de artículos; termina en el paso bajo nivel La Polvareda (cruce con la vía del ferrocarril), en su intersección con la avenida Aníbal Pinto, Freire y avenida Balmaceda, a pocos pasos de la Escuela de Infantería, en la comuna de San Bernardo.

### Lista de paraderos
| Número | Intersección                                      |
| ------ | ------------------------------------------------- |
| 1      | Zanjón de la Aguada/Ferrocarril de Circunvalación |
| 2      | Euclides/Rivas                                    |
| 3      | Carlos Valdovinos                                 |
| 4      | Gambetta                                          |
| 5      | Hospital Barros Luco                              |
| 6      | Alcalde Pedro Alarcón                             |
| 7      | Curiñanca                                         |
| 8      | Álvarez de Toledo                                 |
| 9      | Avenida Salvador Allende                          |
| 9½     | Leónidas Vial/Santa Ester                         |
| 10     | Ventura Blanco Viel                               |
| 11     | San Nicolás                                       |
| 12     | Avenida Departamental                             |
| 13     | Segunda Avenida/León Prado                        |
| 14     | Quinta Avenida/Vargas Buston                      |
| 15     | Varas Mena                                        |
| 16     | Avenida Centenario                                |
| 17     | Lo Ovalle                                         |
| 18     | Carvajal                                          |
| 19     | General Freire                                    |
| 20     | Fernández Albano                                  |
| 21     | El Parrón                                         |
| 22     | Uruguay                                           |
| 22½    | Santa Anselma                                     |
| 23     | Las Brisas                                        |
| 24     | Pedro Aguirre Cerda                               |
| 25     | Américo Vespucio                                  |
| 26     | Goycolea                                          |
| 27     | Vicuña Mackenna                                   |
| 28     | Riquelme                                          |
| 29     | Víctor Plaza Mayorga                              |
| 30     | General Körner                                    |
| 31     | Alejandro Guzmán                                  |
| 32     | Jorge Luco                                        |
| 33     | Avenida Observatorio                              |
| 34     | Francisco Encina                                  |
| 35     | Claudio Arrau                                     |
| 36     | Lo Martínez                                       |
| 36½    | Central                                           |
| 37     | Cardenal José María Caro                          |
| 38     | Lo Moreno                                         |
| 39     | Avenida Lo Blanco                                 |
| 40     | Calderón de la Barca                              |
| 41     | Santa Marta                                       |